# Прапор Фінляндії

Національний прапор Фінляндії

Державний прапор, використовується урядом Фінляндії

Державний прапор з роздвоєним кінцем. Військовий прапор Фінляндії

Президентський штандарт

Пра́пор Фінля́ндії — один з офіційних символів Фінляндії. Являє собою прямокутне полотнище білого кольору з синім скандинавським хрестом.
Від XVII століття до 1809 року Фінляндія була частиною Швеції. Після здобуття незалежності був затверджений національний прапор за зразком шведського. Подібні прапори були введені в обіг у фінських яхт-клубах більш ніж на пів століття раніше, коли Фінляндія входила в склад Російської імперії. Перший яхт-клуб був заснований 1861 року в Гельсінкі. Він затвердив білий прапор із синім хрестом і гербом своєї кантони. Інші яхт-клуби наслідували йому, узявши за основу біле поле з синім хрестом, але з гербами відповідних кантон. Перший, хто в 1862 року запропонував зробити білий і блакитний національними кольорами Фінляндії, був поет Захаріас Топеліус.
Після здобуття Фінляндією незалежності 6 грудня 1917 оголошено конкурс на створення національного прапора. Представлено кілька проєктів. Основними кольорами мали бути або червоний і жовтий (кольори національного герба Фінляндії) або білий і блакитний. До остаточного затвердження прапора тимчасово вживали червоне полотнище з зображенням золотого (жовтого) лева національного герба Фінляндії.
1 травня 1918 затверджено сучасний варіант прапора.
Відтоді 1 травня у Фінляндії святкується День Прапора.

## Конструкція прапора
|                     |
| Конструкція прапора |